# Гемерт-Бакел
Гемерт-Бакел (нід. Gemert-Bakel) — муніципалітет у Нідерландах, у провінції Північний Брабант.

## Населені пункти муніципалітету
Міста
- Гемерт

Села
- Бакел
- Де-Мортел
- Де-Ріпс
- Мілгезе

Селища
- Гувен
- Зарвлас

## Топографія
Нідерландська топографічна карта муніципалітету Гемерт-Бакел, червень 2015 року

## Галерея

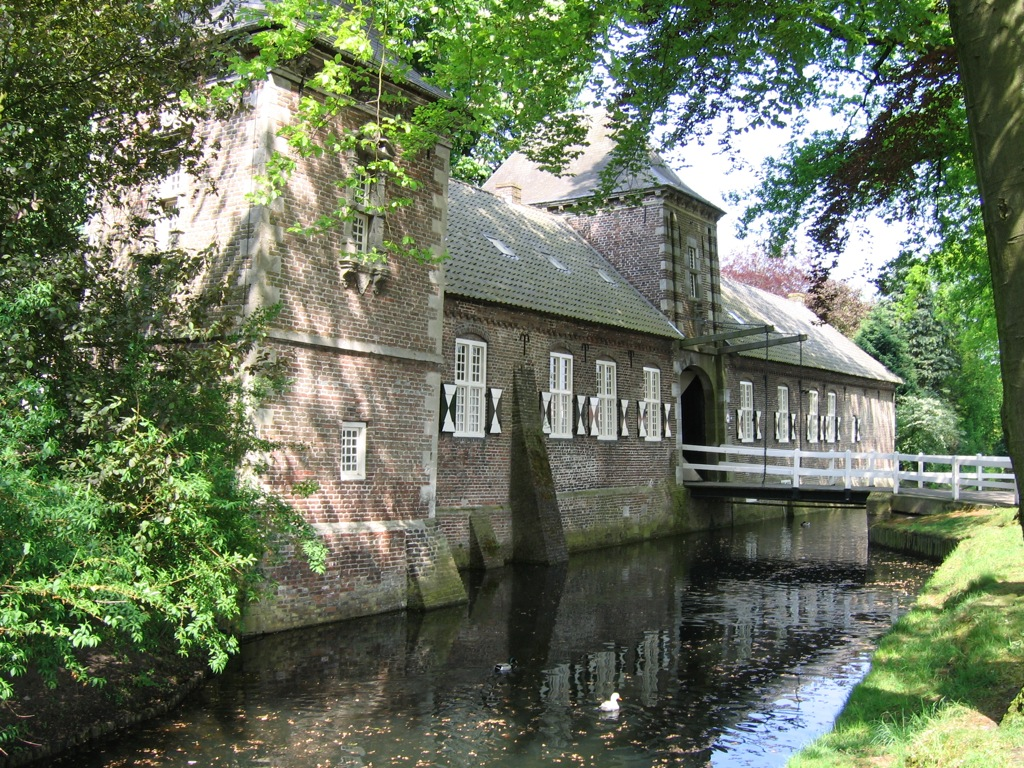
Замок Гемерт
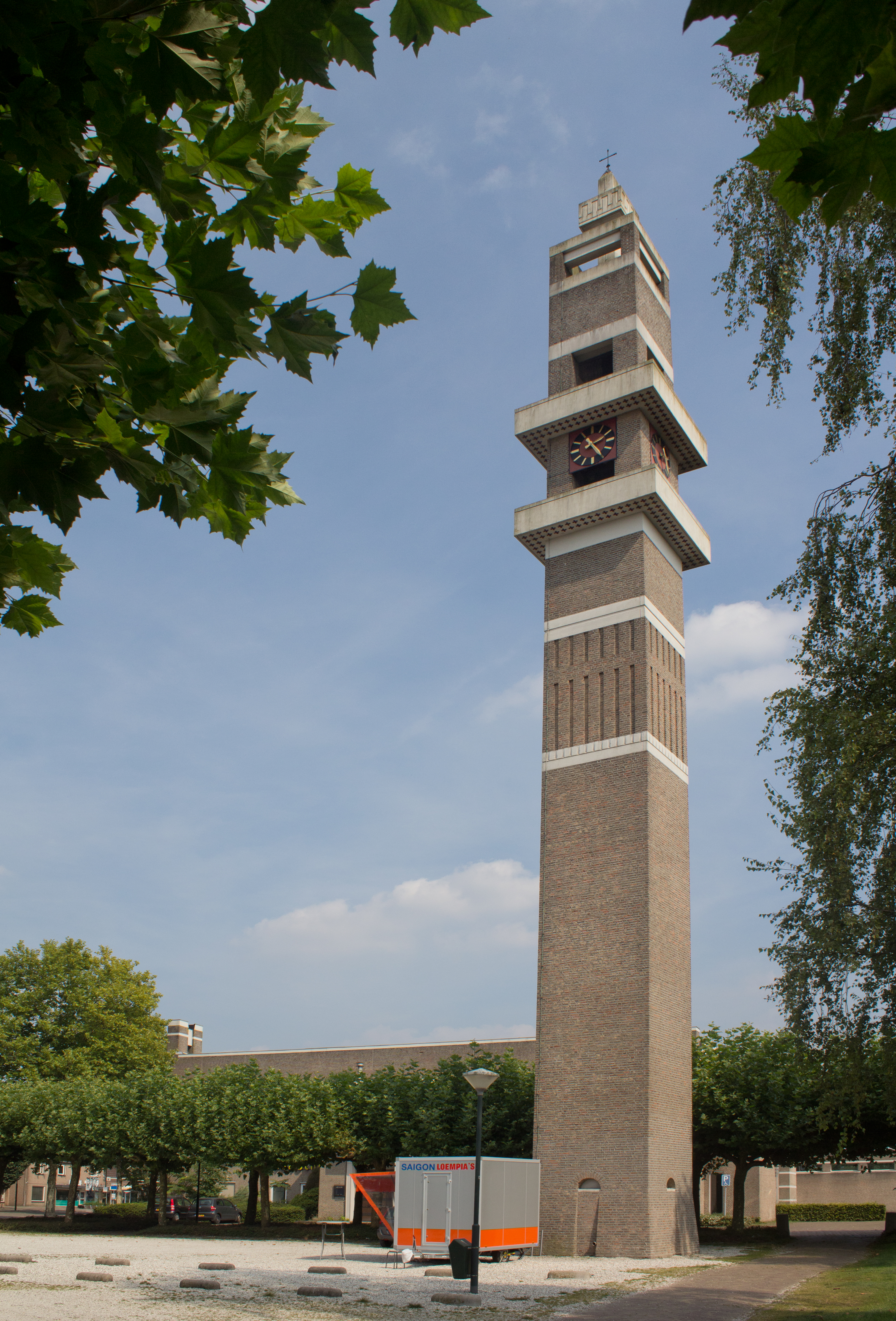
Церковна вежа
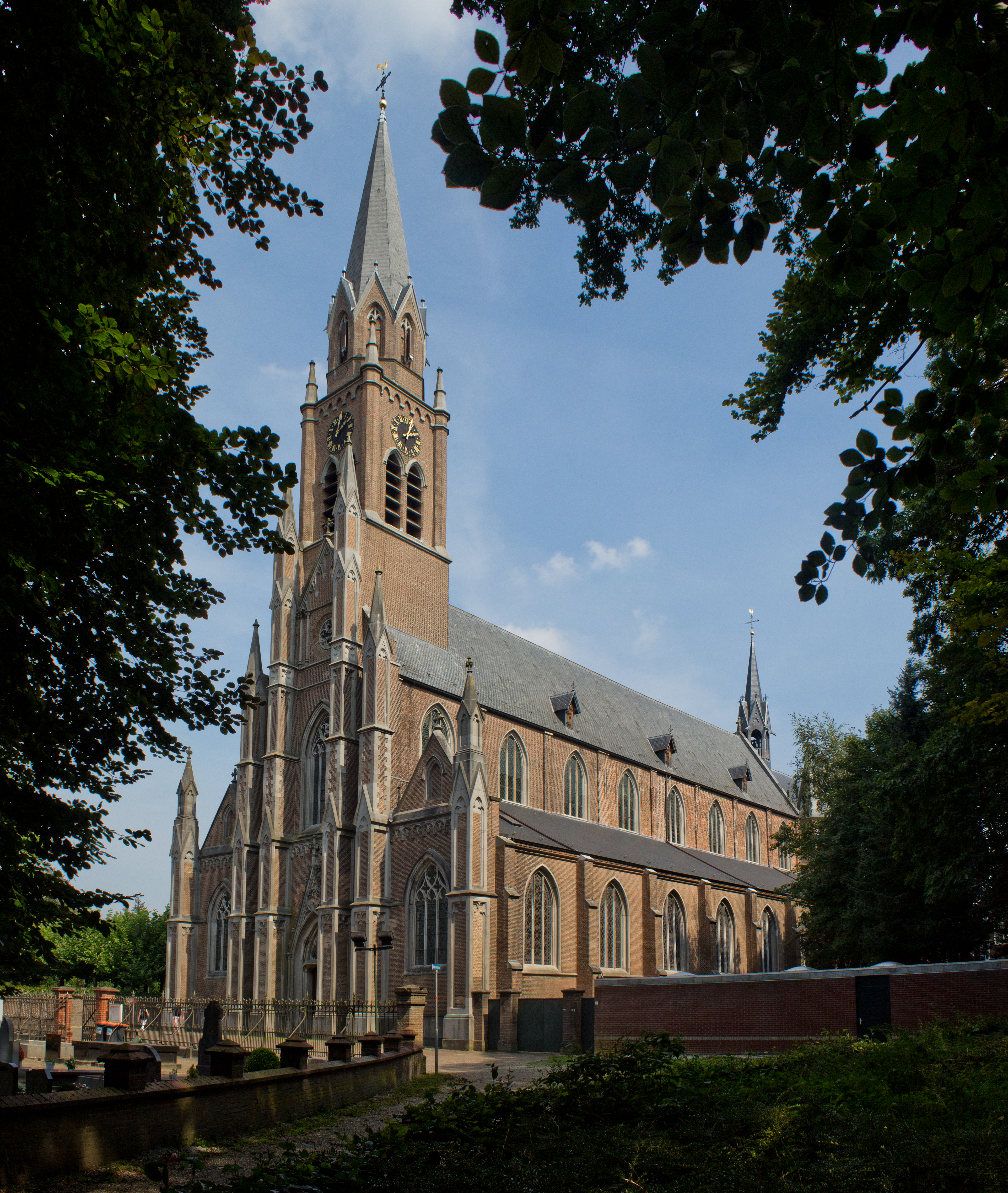
Церква св. Яна
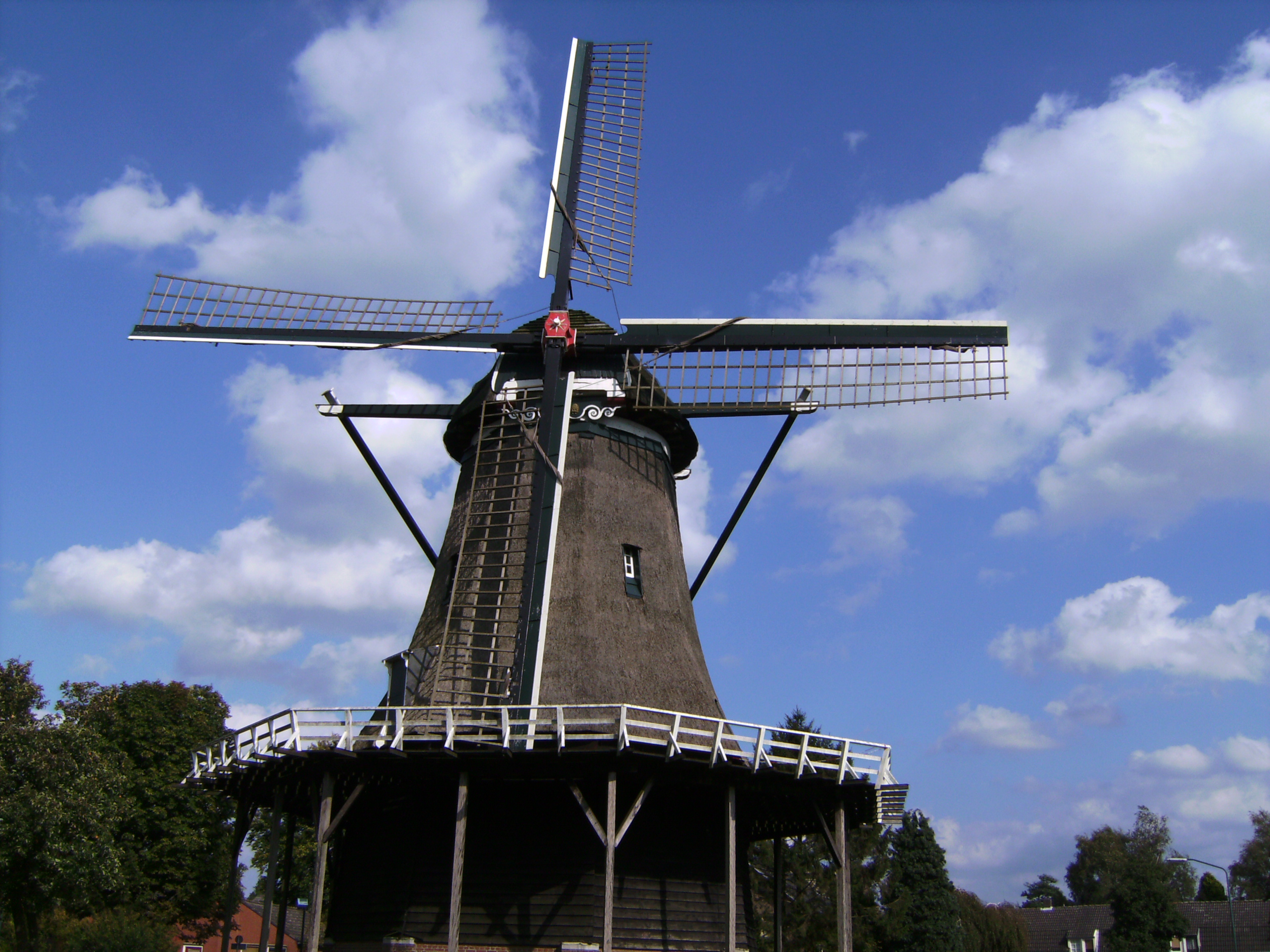
Вітряк у Гемерті